# Frank Finlay
Francis Finlay, CBE (n. 6 august 1926, Farnworth, Lancashire, Anglia - d. 30 ianuarie 2016) a fost un actor englez de teatru, film și televiziune.

## Viață personală
Finlay s-a născut la Farnworth, Lancashire, fiind fiul lui Margaret și Josiah Finlay. Catolic devotat, a făcut parte din British Catholic Stage Guild. A învățat la Școala St. Gregory the Great, dar a abandonat școala la vârsta de 14 ani și s-a pregătit singur în meseria de măcelar, obținând diploma City and Guilds în comerț. Și-a întâlnit viitoarea sa soție, Doreen Shepherd, atunci când au fost amândoi actori la Farnworth Little Theatre. Ei au avut trei copii (Stephen, Cathy și Daniel) și au locuit la Shepperton, Middlesex, fiind căsătoriți până la moartea ei, în 2005.

## Cariera de actor de teatru
Finlay și-a început cariera pe scenă înainte de a absolvi cursurile RADA. Au urmat mai multe apariții la Royal Court Theatre, în special în trilogia Arnold Wesker. El este asociat în special cu National Theatre, mai ales în perioada în care a jucat acolo Olivier și cu Chichester Festival Theatre, unde a jucat o mare varietate de roluri, de la Primul gropar din Hamlet până la Josef Frank în Weapons of Happiness. El a jucat și în The Party, Plunder, Saint Joan, Hobson's Choice, "Amadeus", Much Ado About Nothing (ca Dogberry),
The Dutch Courtesan, The Crucible, Mother Courage și Juno and the Paycock.
Jucându-l pe Iago (alături de Laurence Olivier în rolul Othello) în piesa Othello pusă în scenă de John Dexter în 1965 și în adaptarea sa pentru film, interpretarea lui Finlay i-a lăsat indiferenți pe criticii de teatru, dar actorul a primit mai târziu o înaltă apreciere pentru rolul din film și a fost nominalizat la Premiul Oscar. Criticul John Simon a scris că rolul din film i-a permis lui Finlay șansa de a oferi o interpretare mai subtilă și mai eficace decât a făcut-o pe scenă.
Finlay a jucat și pe Broadway în Epitaph for George Dillon (1958–59), precum și în producțiile pentru National Theatre și Broadway ale Filumenei (alături de soția lui  Olivier, Joan Plowright) în 1980.

## Film și televiziune
Primul succes major la televiziune a fost în rolul titular din serialul Casanova, regizat de Dennis Potter pentru BBC2. Ulterior, el a obținut în 1972, probabil, cel mai mare elogiu al carierei sale, pentru rolul lui Adolf Hitler în The Death of Adolf Hitler.
L-a portretizat pe dușmanul lui Richard Roundtree, Amafi, în Shaft in Africa (1973) înainte de a-l interpreta pe Porthos în filmele The Three Musketeers (1973), The Four Musketeers (1975) și The Return of the Musketeers (1989), regizate toate de Richard Lester. El a apărut și în multe alte filme, printre care The Wild Geese (1978).
A devenit celebru în rolul tatălui din controversatul Bouquet of Barbed Wire și a jucat alături de partenera sa din Bouquet of Barbed Wire, Susan Penhaligon, când l-a interpretat pe Van Helsing în filmul realizat de BBC Count Dracula (1977) cu Louis Jourdan în rolul principal.
El a apărut în două filme cu Sherlock Holmes în rolul inspectorului Lestrade, rezolvând crime săvârșite de Jack Spintecătorul (A Study in Terror și Murder by Decree). El a interpretat rolul profesorului Coram în episodul "Ochelarii de aur" (1994) din adaptarea realizată de Granada Television a povestirilor cu Sherlock Holmes cu Jeremy Brett în rolul principal. În 1984, Finlay a apărut la televiziunea americană în Colind de Crăciun. El a interpretat Fantoma lui Marley alături de George C. Scott în rolul lui Ebenezer Scrooge. El a fost invitat de onoare în rolul "The Witchsmeller Pursuivant" în prima serie a serialului de televiziune The Black Adder în 1983.
Finlay l-a interpretat și pe Sancho Panza (alături de Rex Harrison în rolul Don Quijote) în filmul de televiziune britanic The Adventures of Don Quixote (1973), pentru care a obținut un premiu BAFTA. El a câștigat un alt premiu BAFTA în acel an pentru rolul lui Voltaire într-o producție de televiziune non-muzicală a cărții Candide, realizată de BBC.
În 1988, Finlay a jucat rolul lui Peter Mahon în premiata miniserie de telviziune din Noua Zeelandă Erebus: The Aftermath.
În 2002 Finlay l-a portretizat pe tatăl personajului interpretat de Adrien Brody în filmul Pianistul (2002), regizat de Roman Polanski. Ultimele sale apariții au avut loc în serialul de televiziune Life Begins și în rolul tatălui lui Jane Tennison din ultimele două povestiri ale Prime Suspect (2006 și 2007). În 2007 a fost invitat de onoare în episodul radiofonic 100 din seria Doctor Who . În noiembrie 2008 Finlay a apărut în episodul 11 al serialului BBC Merlin, în rolul lui Anorah; Paznicul inorogilor.

## Premii
Finlay a fost făcut Comandor al Ordinului Imperiului Britanic în lista decoraților de Anul Nou din 1984.
În iulie 2010 a primit titlul de Doctor Honoris Causa al Universității din Bolton.

## Patron
Frank patronează The Academy of Creative Training, o școală de teatru din Brighton, Sussex.

## Filmografie
| An   | Film                                       | Rol                         | Observații                                                            |
| ---- | ------------------------------------------ | --------------------------- | --------------------------------------------------------------------- |
| 1962 | Private Potter                             | căpitanul Patterson         | primul film în care a jucat                                           |
| 1962 | Life for Ruth                              | tatăl lui Teddy             |                                                                       |
| 1962 | The Longest Day                            | Private Coke                |                                                                       |
| 1962 | The Loneliness of the Long Distance Runner | Booking Office Clerk        |                                                                       |
| 1963 | Doctor in Distress                         | Corsetiere                  |                                                                       |
| 1963 | The Informers                              | Leon Sale                   |                                                                       |
| 1963 | The Wild Affair                            | Drunk                       |                                                                       |
| 1964 | Hot Enough for June                        | ambasadorul britanic Porter |                                                                       |
| 1964 | The Comedy Man                             | Prout                       |                                                                       |
| 1965 | Othello                                    | Iago                        | Nominalizat la Premiul Oscar pentru cel mai bun actor în rol secundar |
| 1965 | A Study in Terror                          | Inspectorul Lestrade        | A reluat acest rol 14 ani mai târziu în Murder by Decree              |
| 1966 | The Sandwich Man                           | Fish Porter                 |                                                                       |
| 1967 | The Deadly Bees                            | H.W. Manfred                |                                                                       |
| 1967 | The Jokers                                 | Harassed Man                |                                                                       |
| 1967 | Robbery                                    | Robinson                    |                                                                       |
| 1967 | The Spare Tyres                            | Council Foreman             |                                                                       |
| 1968 | Inspector Clouseau                         | Superintendentul Weaver     |                                                                       |
| 1968 | The Shoes of the Fisherman                 | Igor Bounin                 |                                                                       |
| 1968 | Twisted Nerve                              | Henry Durnley               |                                                                       |
| 1970 | The Molly Maguires                         | Davies                      |                                                                       |
| 1970 | Cromwell                                   | John Carter                 |                                                                       |
| 1971 | Assault                                    | DCS Velyan                  |                                                                       |
| 1971 | Gumshoe                                    | William Ginley              |                                                                       |
| 1972 | Sitting Target                             | Marty Gold                  |                                                                       |
| 1972 | Danny Jones                                | Mr. Jones                   |                                                                       |
| 1972 | Neither the Sea Nor the Sand               | George Dabernon             |                                                                       |
| 1973 | Shaft in Africa                            | Amafi                       |                                                                       |
| 1973 | The Three Musketeers                       | Porthos                     |                                                                       |
| 1974 | The Four Musketeers                        | Porthos                     | continuarea filmului The Three Musketeers                             |
| 1977 | Count Dracula                              | Profesorul Van Helsing      | TV                                                                    |
| 1978 | The Wild Geese                             | Father Geoghagen            |                                                                       |
| 1979 | Ombra nell'ombra, Un                       | Paul                        |                                                                       |
| 1979 | Murder by Decree                           | Inspectorul Lestrade        |                                                                       |
| 1982 | The Return of the Soldier                  | William Grey                |                                                                       |
| 1983 | Enigma                                     | Canarsky                    |                                                                       |
| 1983 | The Ploughman's Lunch                      | Matthew Fox                 |                                                                       |
| 1983 | Chiave, La                                 | Nino Rolfe                  |                                                                       |
| 1984 | Colind de Crăciun                          | Jacob Marley                |                                                                       |
| 1985 | 1919                                       | Sigmund Freud               |                                                                       |
| 1985 | Lifeforce                                  | Dr. Hans Fallada            |                                                                       |
| 1989 | The Return of the Musketeers               | Porthos                     | Filmul final al trilogiei Muschetarilor                               |
| 1990 | La Mansión de los Cthulhu                  | Chandu                      |                                                                       |
| 1990 | King of the Wind                           | Edward Coke                 |                                                                       |
| 1993 | Sparrow                                    | Părintele Nunzio            |                                                                       |
| 1995 | Gospa                                      | Monsignor                   |                                                                       |
| 1997 | For My Baby                                | Rudi Wittfogel              |                                                                       |
| 1998 | Stiff Upper Lips                           | Hudson Junior               |                                                                       |
| 1998 | So This Is Romance?                        | tatăl lui Mike              |                                                                       |
| 1999 | Dreaming of Joseph Lees                    | tatăl                       |                                                                       |
| 2001 | The Martins                                | dl. Heath                   |                                                                       |
| 2002 | Pianistul                                  | Father                      |                                                                       |
| 2002 | Silent Cry                                 | Dr. Robert Barrum           |                                                                       |
| 2003 | The Statement                              | Commissaire Vionnet         |                                                                       |
| 2003 | Eroica                                     | Joseph Haydn                |                                                                       |
| 2004 | Lighthouse Hill                            | Alfred                      |                                                                       |
| 2007 | The Waiting Room                           | Roger                       |                                                                       |